# Fronteira França–Suriname
A fronteira entre a França e o Suriname é a linha que limita os territórios da Guiana Francesa e do Suriname. A sua extensão é de 510 km, no oeste da Guiana Francesa e o leste do Suriname.

## Características
Começa a norte da foz do rio Maroni, ao nível do Oceano Atlântico (5° 44,3′ N, 53° 58,1′ O). Sobe o curso do rio numa direcção sul, e depois o do rio Lawa até confluir com o rio Tapanahoni (4° 22,1′ N, 54° 25′ O).
Ao nível da confluência entre o rio Itany e o rio Marouini que produz o Lawa (3° 17,6′ N, 54° 05,2′ O), o traçado da fronteira foi alvo de desacordo entre França e Suriname, com a primeira a estimar que a fronteira sobe o curso do Litani, e o segundo a defender que sobe o curso do Marouini.
Termina a sul da tríplice fronteira Brasil - França - Suriname (2° 18,3′ N, 54° 31,5′ O} segundo a posição francesa) de onde partem a fronteira Brasil-Suriname e a fronteira Brasil-França.

## História
A fronteira entre os dois estados está fixa no rio Maroni pelo Tratado de Utrecht de 1713 (o Suriname era então uma colónia dos Países Baixos). Pouco precisa por estar nas vastas terras inexploradas da floresta amazónica, uma arbitragem de Alexandre III da Rússia em 1891 precisou o limite, que deve ser entendido como seguindo o rio Lawa a montante da confluência com o rio Tapanahoni.
Esta arbitragem não reconciliou as duas posições, com a França a estimar que o rio Itany constitui o curso superior do Lawa, e os Países Baixos (e depois o Suriname) a afirmarem que é constituído pelo rio Marouini. Subsiste então uma zona de aproximadamente 6000 km² na prática controlada pela França mas reivindicada — sem insistência — pelo Suriname, entre os rios Itany e Marouini.